# Charly Musonda
Charles Musonda (sinh ngày 15 tháng 10 năm 1996), còn được gọi là Charly Musonda hoặc Charly Musonda Junior, là một cầu thủ bóng đá Bỉ thi đấu cho Chelsea tại Giải bóng đá Ngoại hạng Anh. Ngoài vị trí vệ tấn công, anh cũng có thể chơi như một tiền vệ cánh. Cha của anh là cầu thủ bóng đá Zambia cũng có tên là Charly Musonda.